# جزبل طلایی
جزبل طلایی (نام علمی: Delias aruna) گونه‌ای پروانه است که در تیره کاهی‌بالان و سرده هاشوربالان قرار دارد.

## ظاهر
- پهنای بال: ۷۰ میلی‌متر
- رنگ: طلایی

## زیستگاه
- کوئینزلند
- پاپوآ
- جزایر ملوک
- پاپوآ گینه نو